# 和爸爸KISS IN THE DARK
「パパとKISS IN THE DARK」（パパとキス・イン・ザ・ダーク）是南原兼原作、桃季さえ插畫的日本BL小說，白泉社發行，2005年發售OVA(2集)。

## 故事內容
白櫻學院高中一年級生宗方實良的戀人是父親，超受歡迎信息素演員宗方鏡介。恩愛的二人周圍有瞄準實良的學生會長的宇都宮貴之，打算保護實良不受貴之的危害的青梅竹馬日野一樹。還有受歡迎的女演員、貴之的母親─宇都宮美月和鏡介不斷傳出誹聞…每天心情困惑也複雜的實良…。受歡迎的男演員和他兒子的戀愛故事。

## 演出角色
- 宗方實良-（綠川光）

宗方鏡介的養子。常常被鏡介耍得團團轉。互相喜歡著對方。
- 宗方鏡介-（三木眞一郎）

宗方實良的爸爸。當紅的男演員。喜歡著實良卻也經常捉弄他。和宇都宮美月是姐弟。
- 宇都宮貴之-（子安武人）

學生會長。開學第一天幫助過實良，稱實良小貓咪。與一樹發生關係，稱一樹小雞。
- 日野一樹-（千葉進步）

宗方實良的青梅竹馬，喜歡著實良。與貴之發生關係，後在一起。
- 宇都宮美月-（勝生真沙子）

女演員。宗方鏡介的誹聞對象，其實是姐弟關係。宗方實良的親生母親。
- 櫻井瞬-（SHUN）

地下樂團出道的歌手。和實良跟一樹是青梅竹馬。

## 主題歌
- 片尾曲『close to you』

作詞・作曲：和也、編曲：R.terada、歌：It's

## 外部連結
- （日語）パパとKISS IN THE DARK官方網頁